# Diana Hummel
Diana Hummel (* 1963 in Gelnhausen) ist eine deutsche Politik- und Umweltwissenschaftlerin. Sie ist wissenschaftliche Mitarbeiterin am Frankfurter Institut für sozial-ökologische Forschung (ISOE) und seit April 2014 Mitglied der Institutsleitung.

## Werdegang
Hummel studierte Erziehungswissenschaften, Psychologie und Gesellschaftswissenschaften an der Johann Wolfgang Goethe-Universität in Frankfurt am Main und promovierte 1999 am Fachbereich Gesellschaftswissenschaften mit der Arbeit Der Bevölkerungsdiskurs. Demographisches Wissen und politische Macht. Seit 2002 ist Hummel wissenschaftliche Mitarbeiterin am Institut für sozial-ökologische Forschung (ISOE), wo sie bis 2014 den Forschungsschwerpunkt „Biodiversität und Bevölkerung“ leitete. Vorher war sie maßgeblich in der Forschungsgruppe demons des Instituts involviert. Zugleich ist sie als Privatdozentin am Fachbereich Gesellschaftswissenschaften der Goethe-Universität Frankfurt am Main tätig, wo sie 2009 mit der Schrift Die Versorgung der Bevölkerung: Studien zur Bevölkerungsdynamik und Transformation von Versorgungssystemen habilitierte. 
Hummels aktuelle Forschungsschwerpunkte liegen auf Klimawandel, Migration, Genderproblemen, Urbanisierungsprozessen, Nahrungsversorgung und Konzepten sozial-ökologischer Systeme. Hier trug sie mit mehreren Beiträgen wesentlich zum 2006 erschienenen programmatischen Werk des ISOE Soziale Ökologie. Grundzüge einer Wissenschaft von den gesellschaftlichen Naturverhältnissen. bei. Ihre empirischen Forschungen konzentrieren sich auf Entwicklungsländer, vor allem in Westafrika.

## Schriften (Auswahl)
- Der Bevölkerungsdiskurs. Demographisches Wissen und politische Macht. Opladen 2000 ISBN 3810029637
- Ressourcen und Bevölkerungsdynamiken. Frankfurt am Main 2006
- Population Dynamics and Supply Systems. A Transdisciplinary Approach. Frankfurt am Main 2008 ISBN 9783593385457
- Die Versorgung der Bevölkerung: Studien zur Bevölkerungsdynamik und Transformation von Versorgungssystemen. Frankfurt am Main 2009